# Чемпіонат світу з біатлону 1961
3-й чемпіонат світу з біатлону відбувся у 1961 році в Умео, Швеція. До програми чемпіонату входили тільки 20-кілометрові індивідуальна та командна гонки.

## Чоловічі результати

### 20 км індивідуальна гонка
| Медаль | Ім'я               | Країна    | Промахи | Результат | Відставання |
| ------ | ------------------ | --------- | ------- | --------- | ----------- |
| 1      | Калеві Хуусконен   | Фінляндія | 1       | 1:32:11   |             |
| 2      | Олександр Привалов | СРСР      | 3       | 1:35:07   | 2:56        |
| 3      | Пааво Репо         | Фінляндія | 4       | 1:35:20   | 3:09        |

Кожен промах приносив 2 хвилини штрафу.

### 20 км командна гонка
| Медаль | Країна    | Штрафи | Результат | Відставання |
| ------ | --------- | ------ | --------- | ----------- |
| 1      | Фінляндія | 11     | 4:45:38   |             |
| 2      | СРСР      | 11     | 4:51:35   | 5:57        |
| 3      | Швеція    | 12     | 5:06:11   | 20:33       |

Залік проводився за сумою результатів трьох найкращих спортсменів у індивіуальній гонці.

## Таблиця медалей
| Місце | Країна    | 1 | 2 | 3 | Всіх |
| ----- | --------- | - | - | - | ---- |
| 1     | Фінляндія | 2 | 0 | 1 | 3    |
| 2     | СРСР      | 0 | 2 | 0 | 2    |
| 3     | Швеція    | 0 | 0 | 1 | 1    |